# وو چنگین

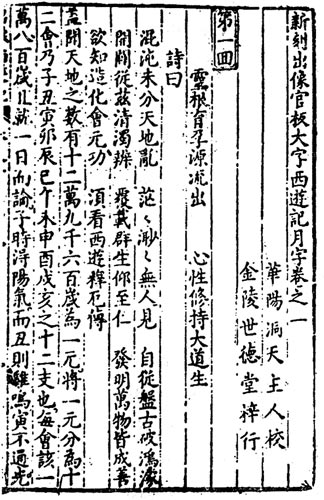
صفحه ای از اولین نسخه شناخته شده از سفر به غرب

وو چنگین (به انگلیسی: Wu Cheng'en)؛ (به چینی سنتی: 吳承恩; چینی ساده: 吴承恩; پین‌یین: Wú Chéng'ēn، c)؛ (نام مردمی: Ruzhong؛ 汝忠؛ (۱۵۰۰–۱۵۸۲ یا ۱۵۰۵–۱۵۸۰)، یک رمان‌نویس و شاعر دوره سلسله مینگ اهل چین است.
اثر او به نام سفر به باختر توسط بسیاری از منتقدین به عنوان یکی از چهار رمان بزرگ کلاسیک در ادبیات چینی در نظر گرفته شده‌است.